# 大棚の滝
大棚の滝（おおだなのたき）は、静岡県富士市の須津川渓谷にある滝。

## 概要
- 大棚の滝周辺には、徒歩5分の距離に駐車場があり、公衆トイレも1ヶ所設置されている。主要な橋として滝見橋や須津渓谷橋があり、須津山休養林キャンプ場も近くに位置している。

## 富士バンジー
須津渓谷橋（全長110m、幅7m、高さ54m）は、2003年度に供用開始された鉄筋コンクリート造のアーチ橋で、富士市と沼津市を結ぶ林道愛鷹線の一部を成す。2016年8月、橋上にバンジージャンプ施設「BUNGY JAPAN 富士バンジー」が設置され、完全予約制（15歳以上）で運営されている。運営は群馬県みなかみ町のスタンダード・ムーブ社が担当。橋からは大棚の滝に向かってジャンプでき、紅葉の名所としても知られる。

## アクセス
電車
- JR東海道線吉原駅より岳南鉄道線乗り換え須津駅下車 - 徒歩1時間40分（約6.5km）（タクシーで約15分）
- JR新富士駅⇒富士バンジー（タクシーで約45分）

バス
- 愛鷹登山口下車 - 徒歩1時間30分（約6km）

車
- 東名高速 愛鷹PAスマートインター（ETC専用）⇒富士バンジー（約25分）
- 東名高速 富士Ｉ.Ｃ⇒富士バンジー（約25分）
- 国道1号バイパス富士東Ｉ.Ｃ⇒富士バンジー（約20分）